# 西部停留場駅
西部停留場駅（ソブジョンニュジャンえき）は、大韓民国大邱広域市南区にある大邱交通公社1号線の駅である。駅番号は123。

## 駅構造
- 相対式ホーム2面2線の地下駅。

## 駅周辺
- 西部停留場（大邱西部市外バスターミナル）

馬山、晋州、海印寺など慶尚南道各地方面への市外バスなどが発着する。
- 聖堂池 - 以前の駅名の由来。
- 関門市場
- 大邱銀行 聖明支店
- ウリィ銀行 聖堂支店
- 大邱広域市文化芸術会館
- 大明11洞住民センター
- 大邱工業大学校

## 歴史
- 1997年11月26日 - 聖堂池駅（성당못역、ソンダンモッえき）として開業。
- 2019年1月7日 - 西部停留場駅に改称。[1]

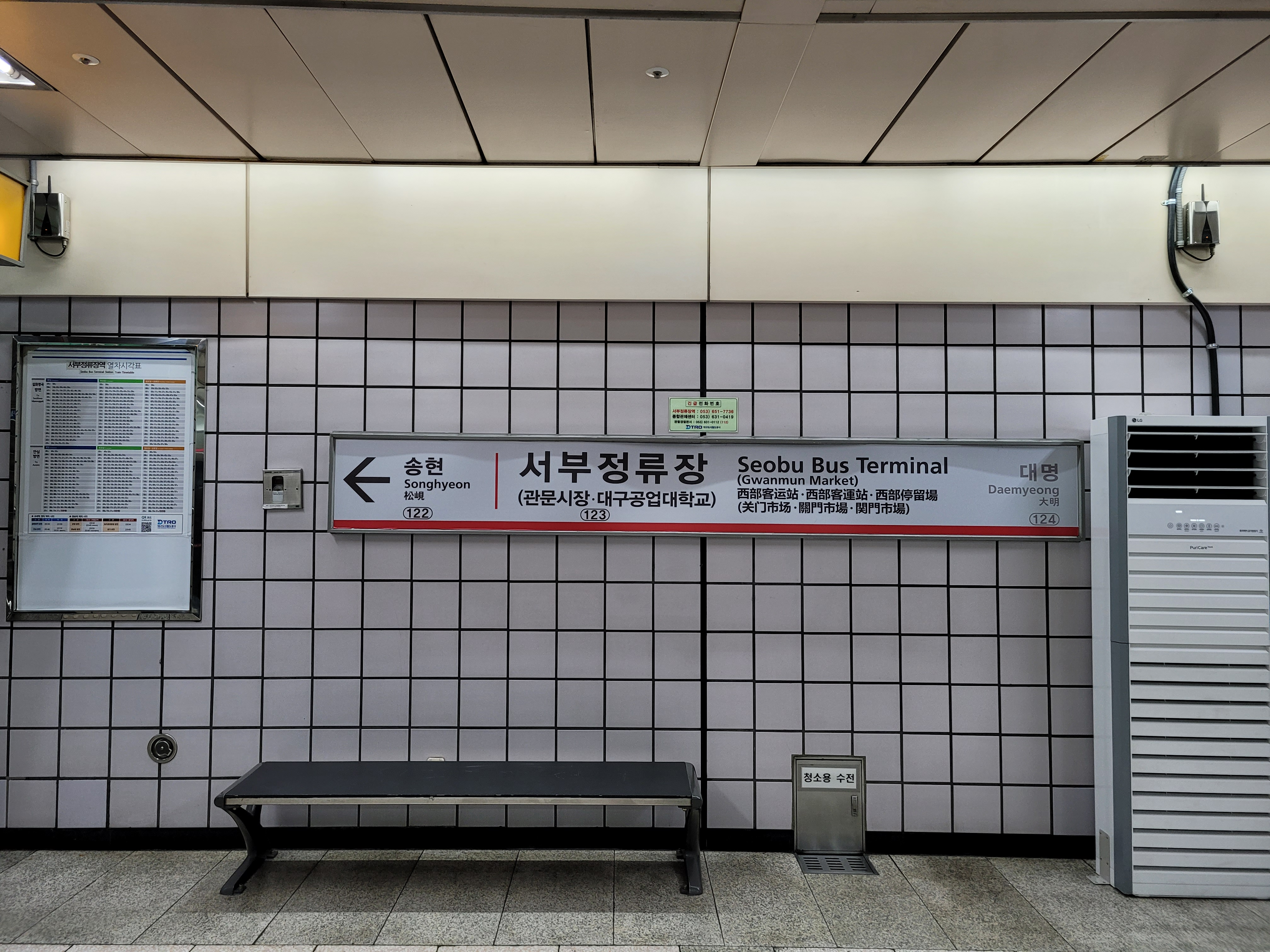
現在の駅名標

## 利用状況
| 路線   | 利用人数 | 利用人数 | 利用人数 | 利用人数 | 利用人数 | 利用人数 | 利用人数 | 利用人数 | 利用人数 | 利用人数 | 利用人数 |
| 路線   | 1997年   | 1998年   | 1999年   | 2000年   | 2001年   | 2002年   | 2003年   | 2004年   | 2005年   | 2006年   | 2007年   |
| ------ | -------- | -------- | -------- | -------- | -------- | -------- | -------- | -------- | -------- | -------- | -------- |
| ●1号線 | 9523人   | 10469人  | 11217人  | 不明     | 10462人  | 10705人  | 5878人   | 9391人   | 9211人   | 10315人  | 9696人   |

## 隣の駅
大邱交通公社
●1号線
松峴駅（122） - 西部停留場駅（123） - 大明駅（124）